# Kristen Børnefond
Kristen Børnefond Global-Care (KBF) er en international NGO-udviklingsorganisation, der arbejder for at forbedre børns levevilkår. Kristen Børnefond arbejder i de fattigste lande i verden. KBF hjælper børn og deres familier gennem personlige fadderskaber, hvorved børnene støttes i forhold til mad, tøj, uddannelse og lægehjælp. Fadderskabet støtter og hjælper børnene til et selvstændigt liv, hvorved hjælpen har et langsigtet mål og bliver hjælp til selvhjælp.
KBF begyndte i Tyskland under navnet Kinderhilfswerk i 1976. I 1985 påbegyndte KBF sit arbejde i Danmark. KBF har tilknytning til Saralystkirken, som ligger i Højbjerg, Århus. Udover arbejdet med de personlige fadderskaber etablerer KBF vandpumper, skoler og lægeklinikker i lokalområdet.